# Hammerwerk Fridingen
Die Hammerwerk Fridingen GmbH ist ein mittelständisches deutsches Unternehmen im Privatbesitz. Das größte Unternehmen in Fridingen an der Donau ist im Bereich der Umform- und Bearbeitungstechnik tätig und produziert Gesenkschmiedestücke und Warmfließpressteile. Im Geschäftsjahr 2015/16 wurde bei einer Jahresproduktion von 33.000 Tonnen ein Umsatz von rund 80 Millionen Euro erwirtschaftet und im Geschäftsjahr 2019/2020 ein Umsatz von rund 78 Millionen Euro realisiert.

## Geschichte
Ursprünglich im Jahr 1860 als Wollverarbeitung errichtet, wurde das direkt an der Bära gelegene Fabrikgelände 1935 zum metallverarbeitenden Betrieb des Gesenkschmiedens umgewandelt. Im Jahre 1953 wurde das Fabrikgelände durch die jetzigen Eigentümer gekauft und in die Hammerwerk Fridingen GmbH umfirmiert.
Im Laufe der Jahre wurde das Betriebsgelände um die Scherenhalle, die mechanische Bearbeitung, das Presswerk 2 und eine Lehrwerkstatt erweitert. 2005 wurde die Tochtergesellschaft HF-Czechforge s.r.o im tschechischen Cheb gegründet.

## Unternehmen und Produkte

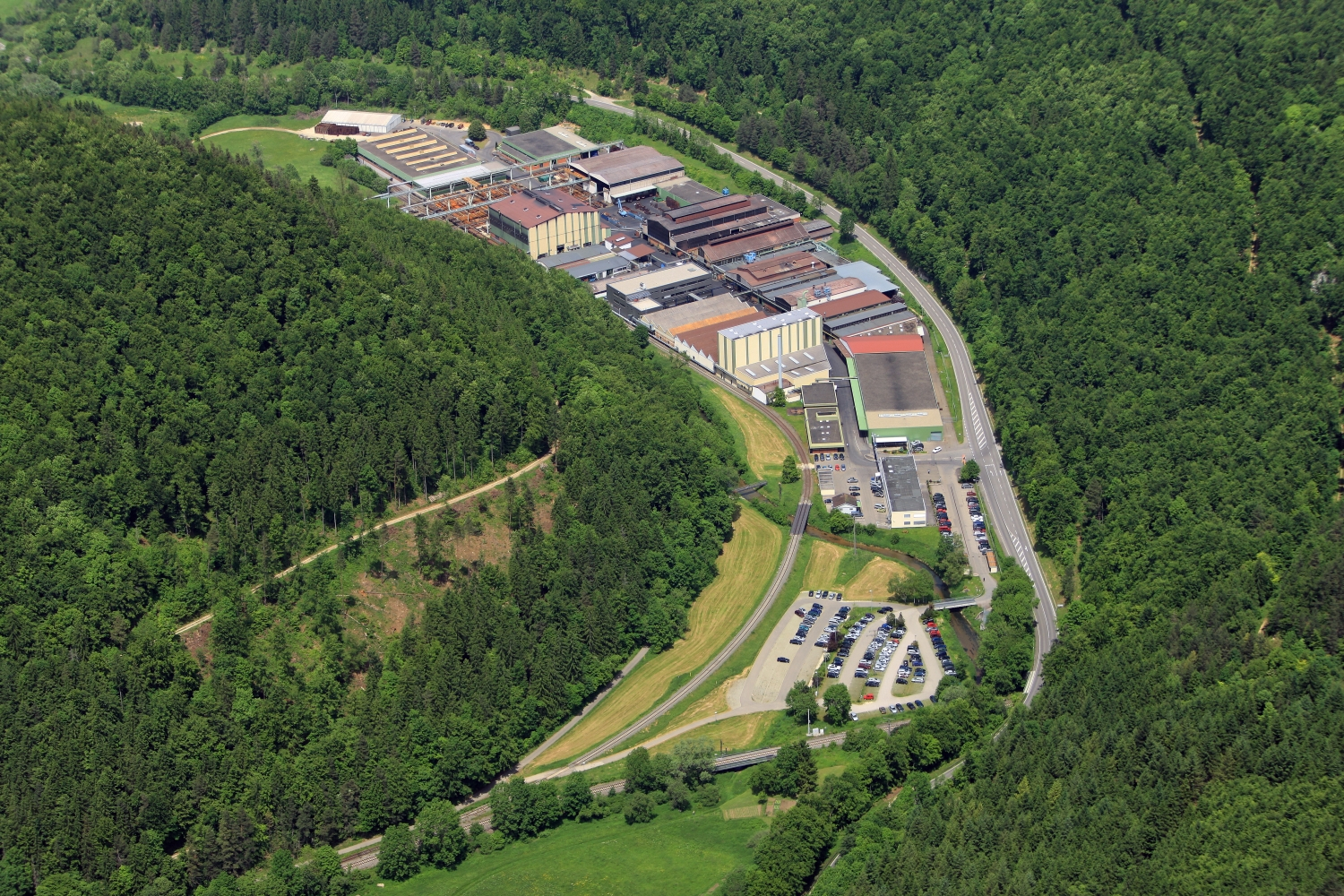
Luftbild des Firmensitzes am Standort Fridingen (2010)

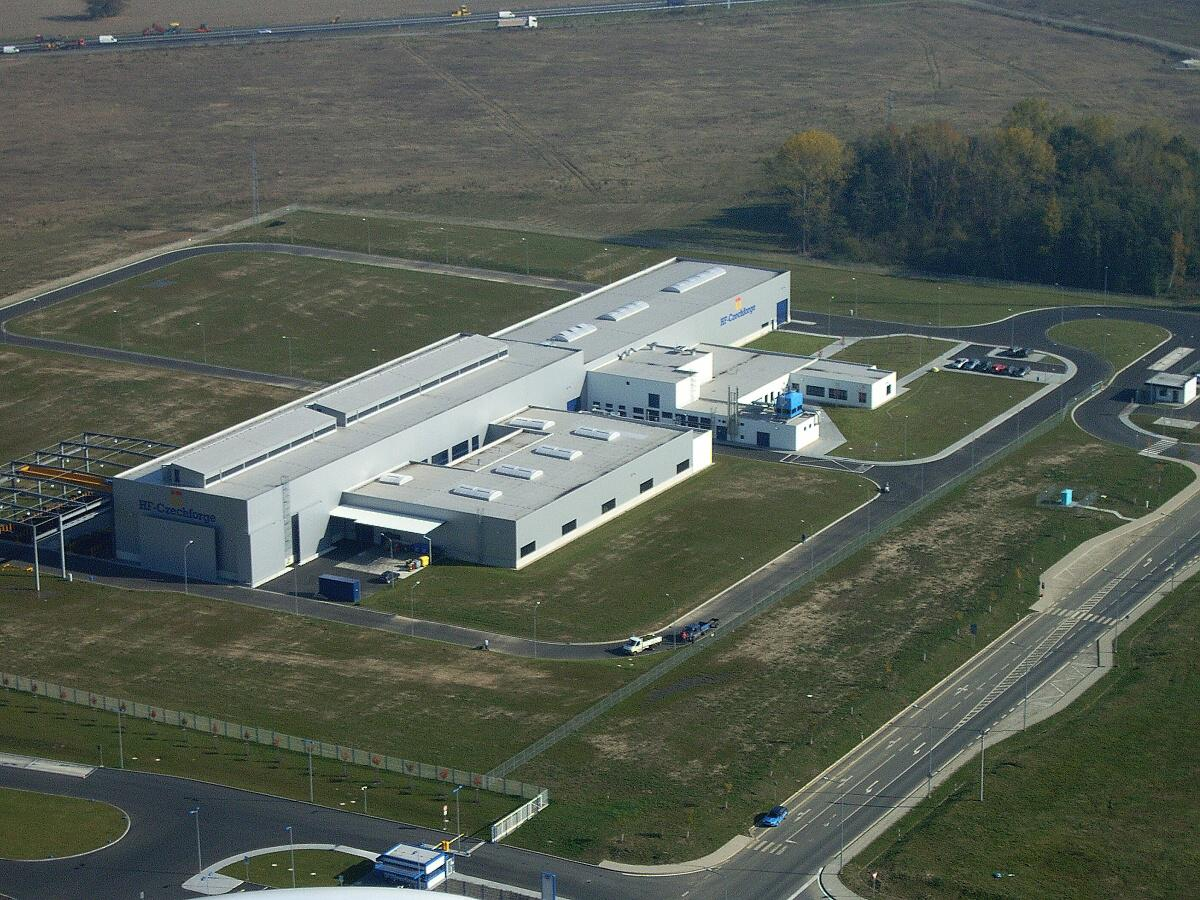
Luftbild der Tochterfirma am Standort Cheb, Tschechien (2007)

Das Unternehmen stellt im Bereich der Umformtechnik mit Hilfe einer manuellen und automatisierten Fertigung Gesenkschmiedestücke und Warmfließpressteile mit einem Gewicht von 0,5 bis hin zu 80 Kilogramm, einem Durchmesser von 50 bis 425 Millimetern und einer Länge bis 800 Millimetern her. Verarbeitet werden dabei legierte und unlegierte Stähle sowie AFP- und Edelstähle.
Neben der Umformtechnik bilden auch die Konstruktion, die Gesenkherstellung im eigenen Werkzeugbau sowie der mittlerweile in eine eigenständige GmbH ausgegliederte Bearbeitungsbereich (HF-Bearbeitungstechnik GmbH.) mit CNC-Maschinen und Bearbeitungszentren einen Kernbereich des Unternehmens. Abnehmerbranchen sind die Automobilindustrie, der Maschinen-, Schiffs- und Sonderfahrzeugbau, die Bau- und Bahnindustrie sowie die Luftfahrt und Landwirtschaft.